# Acanthopale laxiflora
Acanthopale laxiflora C.B.Clarke, é uma espécie de planta pertencente a família Acanthaceae do gênero Acanthopale. É encontrada na Tanzânia.

## Taxonomia
Acanthopale laxiflora foi descrita por (Lindau) C.B.Clarke no livro Flora of Tropical Africa em 1899.
- Dischistocalyx laxiflorus Lindau[2]
- Acanthopale azaleoides C.B.Clarke[3]